# 克里斯·斯坦菲尔德
克里斯·斯坦菲尔德（英語：Chris Steinfeld，1959年12月14日—），美国男子帆船运动员。他曾代表美国参加1984年夏季奥林匹克运动会帆船比赛，联同史蒂夫·本杰明获得一枚银牌。